# Alfred Cort Haddon
Alfred Cort Haddon, född 24 maj 1855, död 20 april 1940, var en brittisk antropolog och etnolog, ursprungligen zoolog, från 1909 lecturer i antropologi vid Cambridge.
Det finns många sätt att utföra fältarbete på och det är omöjligt att ge ett färdigt recept för hur det ska gå till. En anledning är att fältarbetets viktigaste instrument är antropologen själv, som lägger in en betydande del av sin egen personlighet i processen. En annan anledning är att de miljöer och teman som undersöks är så olika. Metoden måste skräddarsys för att uppfylla ämnets krav, men det är svårt att vara specifik än så. Alfred Haddon sade till Evans-Pritchard "att det egentligen är väldigt enkelt, det gällde bara att alltid uppträda som en gentleman".
Haddon har företagit resor till Torres sund (1898) och Nya Guinea och offentliggjort talrika skrifter, bl.a. Ethnography of the western tribes of Torres straits (1890) The decorative art of British New Guinea (1895), Head hunters (1901), Magic and fetishism (1906, sv. över. 1916), History of anthropology (1910), The wanderings of peoples (1911).
Haddon påverkade Gregory Bateson, son till en berömd engelsk genetiker, att byta studier från biologi till antropologi under en tågfärd mellan London och Cambridge.